# Sina Kürtz
Sina Kürtz (geboren in Bonn) ist eine deutsche Physikerin sowie Wissenschaftsjournalistin und Moderatorin bei der ARD. Seit April 2023 führt sie den YouTube-Kanal Sonne, Tod und Sterne.

## Werdegang
Sina Kürtz ist in Bonn geboren und studierte an der Rheinischen Friedrich-Wilhelms-Universität Bonn Physik. Ihre Neigung zur Bühne verfolgte sie parallel zum Studium und spielte in Theaterproduktionen. Außerdem verfasste sie Beiträge für das Uniradio BonnFM und machte erste Schritte in der Wissenschaftsvermittlung bei den Physikshows.
Zurzeit arbeitet sie in der Nachwuchsförderung des Deutschen Zentrums für Luft- und Raumfahrt (DLR).
In ihrer Freizeit singt sie im Jazzchor, spielt gerne Playstation und bezeichnet sich als Adrenalinjunkie – aktuell macht sie eine Ausbildung zur Fallschirmspringerin.

## Wissenschaftsvermittlung
Während der Coronakrise begann Kürtz für ihren Arbeitgeber DLR die Youtube-Reihe Science@Home mit Sina zu betreiben, um Kindern trotz Lockdown Physik spannend zu vermitteln.
Seit 2021 ist sie für den SWR aktiv, dort moderiert sie zusammen mit Niklas Kolorz die Wissenschaftssendung „Tomorrow Now“.
Außerdem hostet sie den SWR2-Podcast Fakt ab! Eine Woche Wissenschaft.
Seit April 2023 moderiert sie den von funk, dem Content-Netzwerk von ARD und ZDF, betriebenen Youtube-Kanal Sonne, Tod und Sterne.